# Anrechnungszeit
Als Anrechnungszeit (AZ) bezeichnet man in Deutschland eine rentenrechtliche Zeit, die – in Abgrenzung zu den (tatsächlich verbeitragten) Beitragszeiten und den sogenannten Berücksichtigungszeiten – eine beitragsfreie Zeit ist.
Sie kann sowohl dem Grunde wie der Höhe nach zu anwartschaftserhöhenden Rentenansprüchen führen.

## Gesetzliche Grundlagen
Für die Rentenberechnung in Deutschland wird diese in § 58 des Sechsten Buches Sozialgesetzbuch (SGB VI) geregelt.
Anrechnungszeiten sind Zeiten, in denen der Versicherte aus persönlichen Gründen an der Beitragszahlung gehindert war. Für folgende Tatsachen können nach § 58 SGB VI Anrechnungszeiten anerkannt werden:
- Arbeitsunfähigkeit (inkl. Rehabilitation) (§ 58 Abs. 1 S. 1 Nr. 1 SGB VI)
- Krankheit zwischen dem 17. und 25. Lebensjahr (§ 58 Abs. 1 S. 1 Nr. 1a SGB VI)
- Schwangerschaft/Mutterschutz (§ 58 Abs. 1 S. 1 Nr. 2 SGB VI)
- Arbeitslosigkeit (§ 58 Abs. 1 S. 1 Nr. 3 SGB VI)
- Ausbildungssuche nach dem 17. Lebensjahr (§ 58 Abs. 1 S. 1 Nr. 3a SGB VI)
- Schul-, Fachschul- und Hochschulbesuch nach dem 17. Lebensjahr (§ 58 Abs. 1 S. 1 Nr. 4 SGB VI)
- Rentenbezug vor Vollendung der (individuellen) Regelaltersgrenze mit gleichzeitiger Zurechnungszeit (§ 58 Abs. 1 S. 1 Nr. 5 SGB VI)
- Bezug von Bürgergeld (§ 58 Abs. 1 S. 1 Nr. 6 SGB VI)

Übergangs- und Sonderregelungen, die nicht mehr das aktuelle Recht abbilden, jedoch noch angewendet werden, sind in den §§ § 252, § 252a und § 253 SGB VI geregelt. Zu diesen weiterhin anerkennungsfähigen Zeiten zählen zum Beispiel die Anrechnungszeit wegen des Bezugs von Arbeitslosengeld II (§ 252 Abs. 10 SGB VI) oder die Anrechnungszeit wegen Schwangerschaft im Beitrittsgebiet nach dem 8. Mai 1945 (§ 252a Abs. 1 S. 1 Nr. 1 SGB VI).

## Verwaltungsrechtliche Durchführung
Die Rentenversicherungsträger entscheiden über die Anerkennung einer Anrechnungszeit durch Verwaltungsakt, das heißt durch einen öffentlich-rechtlichen Bescheid. Anrechnungszeiten werden in der Regel von der Krankenkasse (bei Arbeitsunfähigkeit, Schulbesuch und Schwangerschaft) oder von der Agentur für Arbeit (Arbeitslosigkeit und Bürgergeld) dem Rentenversicherungsträger gemeldet. Sollte es sich um andere Anrechnungszeittatbestände handeln oder ist die Meldung nicht durchgeführt worden, sind die Tatsachen, die zu einer Anerkennung der Anrechnungszeit führen können, nachzuweisen.
Eine Anrechnungszeit kann nicht anerkannt werden, wenn wegen des gleichen Tatbestands Sozialleistungen gezahlt werden. Dies ist vor allem bei Arbeitsunfähigkeit und bei Arbeitslosigkeit ein häufiger Ausschlussgrund.
Anrechnungszeiten können, obwohl der Tatbestand erfüllt ist, nicht anrechenbar sein. Dies ist der Fall, wenn bei Arbeitsunfähigkeit, Schwangerschaft oder Arbeitslosigkeit eine versicherte Beschäftigung oder Tätigkeit nicht unterbrochen wird (Ausnahme: Der Tatbestand wird zwischen dem 17. und 25. Lebensjahr zurückgelegt). Unterbrechung liegt auch dann vor, wenn zwischen dem Ende der versicherten Beschäftigung oder Tätigkeit und dem Beginn des Anrechnungszeit-Tatbestandes eine Lücke von weniger als einem Kalendermonat liegt. Es ist möglich, eine entsprechend zu große Lücke durch sogenannte „Überbrückungstatbestände“ zu schließen. Dies ist vor allem dann notwendig, wenn zwei Anrechnungszeiten aufeinander folgen. Als Überbrückungstatbestand gelten hier alle einfachen Anrechnungszeit-Tatbestände oder auch eine Berücksichtigungszeit (zum Beispiel wegen Kindererziehung).

## Gesamtleistungsbewertung
Anrechnungszeiten können sich über die Gesamtleistungsbewertung rentensteigernd auswirken oder werden selbst bewertet. Zudem kann die Anwartschaft für eine Erwerbsminderungsrente erhalten bleiben (Anwartschaftserhaltungszeit). Bei der Rentenberechnung werden die Anrechnungszeiten sehr unterschiedlich bewertet. Insbesondere werden Fachschulausbildungen anders als sonstige Schul-, Fachhochschul- und Hochschulzeiten bewertet (§ 71 SGB VI).
Schulbesuch, Krankheit und Schwangerschaft/Mutterschutz können anrechenbar sein, wenn sie im Ausland zurückgelegt wurden.

## Anrechnungszeiten für Schul-, Fachhochschul- und Hochschulausbildung
Seit Anfang der 1990er Jahre hat in Deutschland ein allmählicher Abbau der Anrechnungszeiten für Schul-, Fachhochschul- und Hochschulausbildung (im Folgenden kurz Ausbildungszeiten genannt) bei der Berechnung der Rentenhöhe stattgefunden.
Bei einem Rentenbeginn bis Ende 1991 konnten Ausbildungszeiten ab dem 16. Geburtstag bis zum erfolgreichen Abschluss an einer Universität oder Fachhochschule angerechnet werden, bis insgesamt maximal 13 Jahre, sofern mindestens während der Hälfte der gesamten Versicherungsdauer Beiträge entrichtet wurden.
Bei einem Rentenbeginn bis 1996 konnten Ausbildungszeiten bis maximal sieben Jahre rentensteigernd angerechnet werden.
Bei einem Rentenbeginn ab 2002 war die rentensteigernde Anrechnung von Ausbildungszeiten auf maximal drei Jahre nach dem 17. Lebensjahr begrenzt, und sie wurden noch mit bis zu 75 % des Durchschnittseinkommens angerechnet.
Bei einem Rentenbeginn ab 2009 gelten Ausbildungszeiten nicht mehr als rentensteigernde Anrechnungszeit (§ 263 SGB VI). Ausbildungszeiten ab dem 17. Geburtstag werden für maximal 8 Jahre (§ 58 SGB VI) nur noch als Anrechnungszeit zur Erfüllung der Wartezeit von 35 Jahren für die Altersrente für schwerbehinderte Menschen und langjährig Versicherte berücksichtigt.
Der Besuch einer Fachschule und eine Teilnahme an berufsvorbereitenden Bildungsmaßnahmen wirken sich rentensteigernd aus (§ 74 SGB VI).

### Gründe und Auswirkungen
Die Einschnitte, die vor allem Hochschulabsolventen gegenüber früher schlechter stellten, wurden mit dem Prinzip der Lohn- und Beitragsbezogenheit begründet. Im Eckpunktepapier zur Rentenreform von 2003 hieß es, vor dem Hintergrund steigender demografischer Belastungen der Alterssicherungssysteme könne es nicht mehr Aufgabe der Versichertengemeinschaft sein, Ausbildungszeiten ohne Beitragszahlungen rentenrechtlich auszugleichen.
Die Reduzierung der Anrechnung von Schul- und Hochschulzeiten für die Rentenhöhe, in Kombination mit anderen Faktoren wie der Zunahme prekärer Beschäftigungsverhältnisse und der durch das Alterseinkünftegesetz schrittweise zunehmenden Steuerlast wird als Risiko für eine zunehmende Altersarmut auch unter Hochschulabsolventen angesehen.